# Bonaventura Nitsche
Bonaventura Nitsche (?-1740) byl františkán žijící a působící v českých zemích a české františkánské provincii sv. Václava. V letech 1726 až 1727 byl ustanoven vikářem konventu v Moravské Třebové. Následně působil opakovaně jako představený (kvardián) blíže neznámého kláštera či klášterů. Mezi zájmy bratra Bonaventury patřily dějiny řádu, do něhož vstoupil. Dokládá to jím psaný rukopis Annales almae provinciae Bohemiae... Ordinis Minorum s. Francisci z roku 1731, v němž zachytil události z let 1224 až 1480.
Františkán Bonaventura Nitsche zemřel 14. prosince 1740 v Olomouci.